# Однополые браки на Тайване

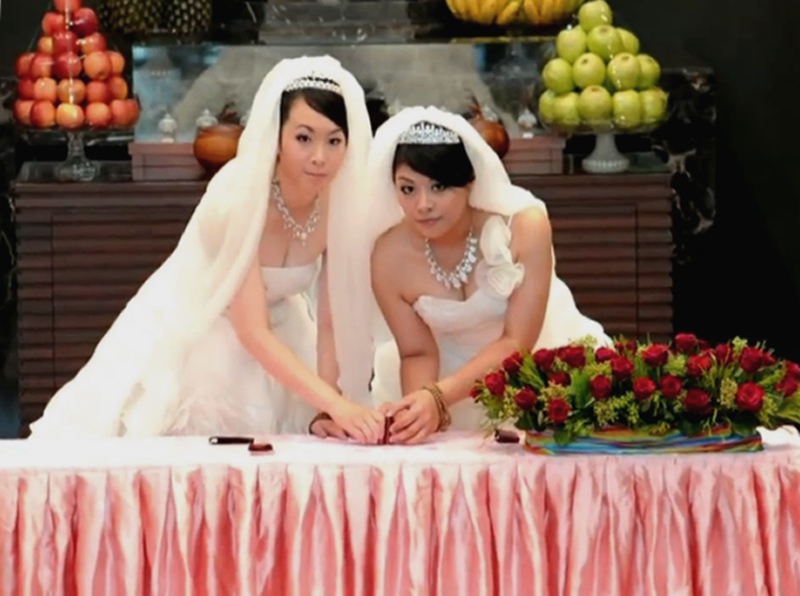
Буддистская однополая свадьба на Тайване, 2012

Однополые браки на Тайване были легализованы парламентом страны 17 мая 2019 года и заключаются с 24 мая 2019 года. Тайвань стал первым государством в Азии, принявшим подобное решение.
24 мая 2017 года Конституционный суд постановил, что однополые пары имеют право на брак и дал парламенту два года для адекватного изменения законодательства о браке. 17 мая 2019 года парламент страны рассмотрел три законопроекта и в итоге принял тот, позволяющий однополым парам подавать заявку на регистрацию «эксклюзивных постоянных союзов» в государственные органы. Однако в некоторых областях закону не хватает подлинного и полного равенства. Например, закон не предусматривает разрешение на транснациональный брак, если страна, из которой родом один из пары, не признаёт однополые браки. 6 мая 2021 года Высший административный суд Тайбэя признал действительным брак гражданина Тайваня Дина Цзеена и гражданина Макао Леуна Цзиньфая, где однополые пары не могут вступать в брак. По словам Леуна Цзиньфая, решение суда в их деле еще не означает победы, поскольку касается только их с Цзееном пары. Кроме того, однополые пары имеют лишь частичное право на усыновление.

## История
В 2003 году правительство предложило законопроект, предусматривающий брак для однополых пар. Однако был отклонён парламентом в 2006 году.
Департамент Министерства юстиции по правовым вопросам в 2012 году заказал исследование о юридическом признании однополых союзов в Канаде, Германии и Франции, но после давления со стороны критиков поручил провести ещё одно исследование о состоянии однополых отношений в азиатских странах для сравнения.
В июле 2016 года некоторые законодатели заявили, что представят законопроект, легализующий однополый брак, к концу 2016 года. 25 октября 2016 года было заявлено о представлении новой поправки к Гражданскому кодексу, которая узаконила бы однополые браки. 29 октября президент Китайской Республики Цай Инвэнь подтвердила свою поддержку однополых браков. 31 октября 2016 года Генеральный секретарь исполнительного органа правительства Чэнь Мэйлин заявила, что исполнительная сторона поддерживает однополые браки и что премьер-министр Линь Цюань призвал министерство юстиции принять меры по этому вопросу. Два законопроекта, легализующие однополые браки и усыновление, прошли свое первое чтение в Законодательном Юане 8 ноября 2016 года. Оба законопроекта были немедленно переданы в комитет по судебным и органическим законам и статутам для обсуждения.
В начале декабря 2016 года десятки тысяч противников однополых браков устроили демонстрации в городах Тайбэй, Тайчжун и Гаосюн. Менее чем через неделю около 250 000 сторонников однополых браков собрались перед зданием офиса президента в Тайбэе, призывая правительство узаконить однополые браки.
26 декабря 2016 года комитет завершил изучение и одобрил законопроекты об однополых браках. Им предстояло пройти второе и третье чтения, прежде чем стать законом.

### Решение Конституционного суда (2017)
В марте 2017 года Конституционный суд рассмотрел дело, возбужденное гей-активистом (чья попытка зарегистрировать брак со своим партнером в 2013 году не удалась) и правительственным департаментом Тайбэя по гражданским делам.
Суд вынес своё решение 24 мая 2017 года, постановив, что установленный законом запрет на однополые браки в Гражданском кодексе Китайской Республики является нарушением как свободы людей на брак, защищенной статьёй 22, так и права народа на равенство, гарантированного статьёй 7 Конституции. Суд попросил парламент изменить существующие законы или принять новые законы, чтобы выполнить решение суда, и дал ему два года с даты вынесения постановления. Если соответствующие изменения в законодательстве не будут проведены в указанный срок, то однополым парам будет разрешено вступать в брак, используя тот же процесс, что изложен в главе о браке Гражданского кодекса.
Такое решение вызвало волну критики в обществе. В ноябре 2018 года на референдуме 70 % граждан высказались против легализации однополых браков. В результате власти пообещали, что не будут менять существующие формулировки гражданского кодекса и подготовят отдельный закон для однополых пар. После референдума об однополых браках, количество звонков на горячие линии по предупреждению суицидов среди ЛГБТ увеличилось на 40 %.

### Решение парламента (2019)
17 мая 2019 года парламент страны проголосовал за легализацию однополых браков, сделав Тайвань первым государством в Азии, принявшим подобное решение. Закон вступил в силу после подписи президента Китайской Республики Цай Инвэнь — первой избранной на этот пост женщины в этой стране.
Перед голосованием в парламенте она написала в Твиттере:

«Доброе утро, Тайвань. Сегодня у нас есть шанс свершить историю и показать миру, что прогрессивные ценности могут укорениться в восточноазиатском обществе».

## Общественное мнение
Опрос, проведенный в мае 2020 года показал, что 43 % населения Тайваня высказались в пользу легализации однополых браков, 57 % были против. При этом 93 % опрошенных считают, что данное решение никак не повлияло на их образ жизни.
Новый опрос, проведенный в ноябре 2023 года показал, что 45 % населения Тайваня поддерживают однополые браки, 43 % против.